# Stephan Attiger
Stephan Attiger (* 3. März 1967 in Baden AG) ist ein Schweizer Politiker (FDP). Er ist seit 2013 Regierungsrat des Kantons Aargau.

## Ausbildung und Beruf
Attiger absolvierte zunächst eine Berufslehre als Bauspengler, danach eine Aus- und Weiterbildung zum Diplom-Kaufmann. Zwischen 1990 und 1993 besuchte er diverse Schulen im Betriebswirtschafts- und Verwaltungsbereich, bevor er 1994 einen eidgenössischen Abschluss in Marketing ablegte. Von 1999 bis 2002 folgte ein Managementstudium an der Universität Zürich. Von 2002 bis 2006 war Attiger Geschäftsführer der KTM-Racing AG. Vorher arbeitete er bei KTM Fabag und KTM Sportmotorcycle. 

## Politische Laufbahn
Von 1995 bis 2001 war Attiger Mitglied des Einwohnerrates (Legislative) Baden und ab 2002 Badener Stadtrat (Exekutive) sowie Mitglied der Verwaltungsräte des Stadtcasinos und der Regionalwerke. Als er 2006 Stadtammann von Baden wurde, stieg er im Verwaltungsrat der Regionalwerke zum Präsidenten auf. Im März 2009 wurde er in den Grossen Rat des Kantons Aargau gewählt. Bei den Wahlen zum Regierungsrat des Kantons Aargau am 21. Oktober 2012 trat er als Kandidat seiner Partei für die Nachfolge von Peter C. Beyeler an und wurde im ersten Wahlgang gewählt. Der Amtsantritt erfolgte am 1. April 2013. Letztmals wurde er am 20. Oktober 2024 bestätigt.

## Privates
Stephan Attiger ist verheiratet und hat eine Tochter und einen Sohn. Er wohnt in Baden.